# حزب کمونیست دانمارک
حزب کمونیست دانمارک (به دانمارکی: Danmarks Kommunistiske Parti) (اختصاری DFK) یک حزب سیاسی با ایدئولوژی کمونیسم در دانمارک است. این حزب در ۹ نوامبر ۱۹۹۵ به عنوان حزب چپ سوسیالیست دانمارک (به دانمارکی: Danmarks Venstresocialistiske Parti ، VSP) از طریق ادغام اتحادیه جوانان سوسیالیست و حزب کارگر سوسیالیست دانمارک تاسیس شد، که هر دو از سوسیال دموکرات ها جدا شده بودند. این حزب نام فعلی خود را در نوامبر ۱۹۲۰، هنگامی که به کمینترن پیوست، به خود گرفت. 